# Anna Moliner
Anna Moliner (née à Badalona en 1984) est une actrice espagnole.

## Biographie
Elle a étudié la communication audiovisuelle à l'université Pompeu Fabra de Barcelone,. En 2004, alors qu'elle était encore étudiante, elle a joué dans la pièce Mar i cel de Dagoll Dagom. Pendant cinq ans, elle collabore avec la compagnie dans des projets tels que Into the Woods ou la série La sagrada família, tout en jouant dans Club Super3 sur la télévision catalane (TV3). Elle a également travaillé dans les séries Cites, Tiempos de guerra, Las chicas del cable, La catedral del mar, entre autres.
De 2009 à 2011, elle fait partie du projet T6 au Théâtre National de Catalogne, aux côtés d'Àngels Poch, Jordi Banacolocha, Míriam Iscla, et joue dans six projets de différents dramaturges. En 2013, elle a joué dans la production du TNC Barcelona, dirigée par Pere Riera,. En 2014, elle a présenté l'album de ses propres chansons, Scents.
Moliner a été récompensée tout au long de sa carrière. Elle a remporté le prix Gran Vía de la meilleure nouvelle actrice (2006), le prix Butaca de la meilleure actrice de comédie musicale (2008 et 2019) et deux prix de la critique (2016 et 2019).

## Carrière

### Théâtre
- 2004-2006 : Mar i cel (mer et ciel) dans le rôle de Maria, une femme maure.

### Télévision
- 2010-2011 : La sagrada família dans le rôle de Janis.
- 2012 : Kubala, Moreno i Manchón dans le rôle de Regina.
- 2013-2014 : Club Super 3 dans le rôle de Tru.
- 2016 : Cites dans le rôle de Victòria.
- 2017 : Tiempos de guerra (Temps de guerre) dans le rôle de Magdalena Medina sur Antena 3.
- 2018 : La catedral del mar (La cathédrale de la mer) dans le rôle de Margarida Puig sur Antena 3.
- 2018 : Las chicas del cable (Les Demoiselles du téléphone) dans le rôle de Lucía sur Netflix.
- 2019 : Días de Navidad (Jours de Noël) dans le rôle d'Adela jeune sur Netflix.
- 2021 : Hache (H) dans le rôle de Mirta sur Netflix.
- 2022 : Les Héritiers de la terre (Los herederos de la tierra) dans le rôle de Margarida Puig sur Netflix
- 2023 :  Dévoré par les flammes dans le rôle de Montse sur Netflix

### Discographie
- 2014 : Scent (album)[9]